# Rachel Williams (Fußballspielerin)
Rachel Louise Williams (* 10. Januar 1988 in Leicester) ist eine englische Fußballspielerin und ehemalige Nationalspielerin.

## Karriere

### Vereine
Williams begann bei den Linden Old Girls mit dem Fußballspielen, bevor sie im Alter von zwölf Jahren in die Jugendabteilung von Leicester City gelangte und dort vier Jahre verblieb. Im Alter von 16 Jahren in die erste Frauenfußballmannschaft des Stammvereins aufgerückt, gehörte sie dieser bis ins Jahr 2008 in den unteren Spielklassen an.
Anschließend nach Doncaster gelangt, spielte sie bis Juni 2010 für die Doncaster Belles, der Frauenfußballmannschaft der Doncaster Rovers, in der FA Women’s National League. Von Juli bis Dezember 2010 war sie für die erste Mannschaft von Leicester City in der Nord-Division der FA Women’s National League aktiv, bevor sie sich nach Birmingham begab.
Für Birmingham City bestritt sie vom 19. April 2011 bis zum 12. September 2013 35 Punktspiele in der FA Women’s Super League, in denen sie 21 Tore erzielte. In der Spielzeit 2014 kam sie für den FC Chelsea vom 18. Mai bis zum 12. Oktober in acht Punktspielen zum Zuge, in denen sie zwei Tore erzielte.
Mit dem Saisonstart am 29. März 2015 und der 1:2-Niederlage im Heimspiel gegen den FC Chelsea, bei der ihr das einzige Tor ihrer Mannschaft zum 1:1 in der 26. Minute gelang, bis zum 6. November 2016 (16. Spieltag), bei der 1:3-Niederlage im Heimspiel gegen den FC Chelsea, wurde sie in insgesamt 28 Punktspielen von Notts County eingesetzt, in den sie neun Tore erzielte.
Vom 17. Mai 2017 bis zum 23. Februar 2020 spielte sie ein zweites Mal für Birmingham City, beginnend mit fünf Punktspielen in der Spielzeit 2017 und schließend mit zehn Punktspielen ihrer vierten Saison 2019/20; in der Saison 2017/18 wurde sie 15 Mal eingesetzt, 2018/19 trat sie in Punktspielen kein einziges Mal in Erscheinung.
Von 2020 bis 2022 spielte sie für den Ligakonkurrenten Tottenham Hotspur, für den sie vier Tore in 34 Punktspielen erzielte.
Seit der Saison 2022/23 ist sie Vertragsspielerin von Manchester United.

### Nationalmannschaft
Als Nationalspielerin für die FA debütierte sie in der U19-Nationalmannschaft und kam am 26., 28. und 30. April in der Gruppe B der zweiten Qualifikationsgruppe für die angestrebte Teilnahme an der vom 28. Juli bis zum 8. August 2004 in Finnland anstehenden und altersbezogenen Europameisterschaft zum Einsatz.
Mit der U20-Nationalmannschaft nahm sie an der altersbezogenen Weltmeisterschaft 2008 in Chile teil. Nachdem sie in allen drei Spielen der Gruppe A zum Einsatz gekommen war, wurde sie auch am 30. November in Chillán bei der 0:3-Viertelfinalniederlage gegen die US-amerikanische U20-Nationalmannschaft berücksichtigt.
Für die A-Nationalmannschaft debütierte sie am 16. Juli 2009 in Colchester im Weston Homes Community Stadium bei der 0:2-Niederlage im Freundschaftsspiel gegen die A-Nationalmannschaft Islands.
Für die von ihrer Mannschaft angestrebte Teilnahme an der vom 10. bis zum 28. Juli 2013 in Schweden anstehenden Europameisterschaft kam sie zuvor in den ersten beiden und im vierten bis siebten Spiel der EM-Qualifikationsgruppe 6 zum Einsatz. Mit dem ersten Spiel am 17. September 2011 beim 2:2-Unentschieden gegen sie Nationalmannschaft Serbiens in Belgrad bestritt sie zudem ihr erst zweites A-Länderspiel.
Im zweiten EM-Qualifikationsspiel am 22. September 2011, beim 4:0-Sieg über die Nationalmannschaft Sloweniens in Swindon, erzielte sie mit dem Treffer zum Endstand in der 88. Minute ihr erstes A-Länderspieltor. Mit demselben Ergebnis – erneut gegen diese Mannschaft – traf sie am 21. Juni 2012 in Velenje ebenfalls zum Endstand in der 85. Minute. Zuvor erzielte sie ihr zweites A-Länderspieltor am 31. März 2012 beim 6:0-Sieg über die Nationalmannschaft Kroatiens mit dem Treffer zur 1:0-Führung in der sechsten Minute in Vrbovec.
Mit der Mannschaft nahm sie ferner am Turnier um den Zypern-Cup 2012 teil und wurde in allen drei Spielen der Gruppe A und im Spiel um Platz 3 bei der 1:3-Niederlage gegen die Nationalmannschaft Italiens am 6. März in Paralimni berücksichtigt. Im Turnier 2013 kam sie im dritten Spiel der Gruppe A am 8. März in Larnaka zum Einsatz; beim 4:4-Unentschieden gegen die Nationalmannschaft Schottlands erzielte sie das Tor zum 3:3 in der 73. Minute. Im Finale am 13. März im GSP-Stadion wurde sie beim 1:0-Sieg über die Nationalmannschaft Kanadas in der 71. Minute für Ellen White eingewechselt.
Ihre letzten beiden A-Länderspiele bestritt sie am 24. Januar 2017 (0:0 vs. Schweden in San Pedro del Pinatar) und am 1. März 2017 (1:2 vs. Frankreich in Chester mit dem ersten Turnierspiel um den SheBelieves-Cup).
Sie gehörte ferner dem Team GB für das olympische Fußballturnier an. Ihr einziges Spiel bestritt sie am 3. August 2012 bei der 0:2-Viertelfinal-Niederlage gegen die Nationalmannschaft Kanadas in Coventry mit Einwechslung für Kim Little in der 82. Minute.

## Erfolge
Nationalmannschaft
- Algarve-Cup-Siegerin: 2013

Manchester United
- Zweite Englische Meisterschaft 2023
- Englische Pokal-Siegerin: 2024

Notts County
- Englische Pokal-Finalistin: 2015
- Englische Ligapokal-Finalistin: 2015

FC Chelsea
- Zweite Englische Meisterschaft 2014

Birmingham City
- Zweite Englische Meisterschaft 2012
- Englische Pokal-Siegerin: 2012
- Englische Ligapokal-Finalistin: 2012

Doncaster Belles
- FA-Women’s-National-League-Cup-Finalistin: 2009